# Leptotarsus (Macromastix) submancus
Leptotarsus (Macromastix) submancus is een tweevleugelige uit de familie langpootmuggen (Tipulidae). De soort komt voor in het Australaziatisch gebied.